# Industry Standard Architecture

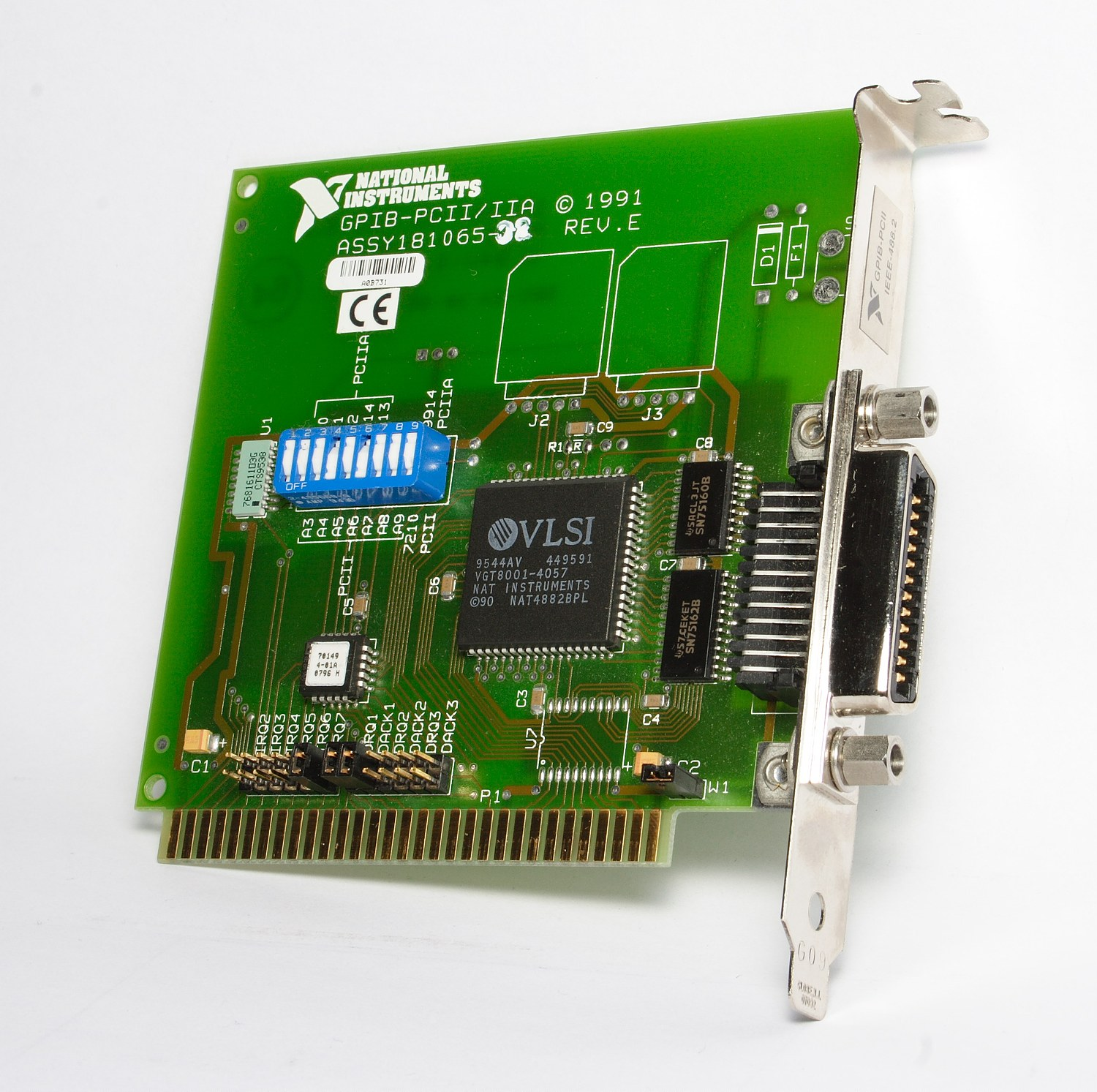
Een insteekkaart voor de 8-bits ISA-bus

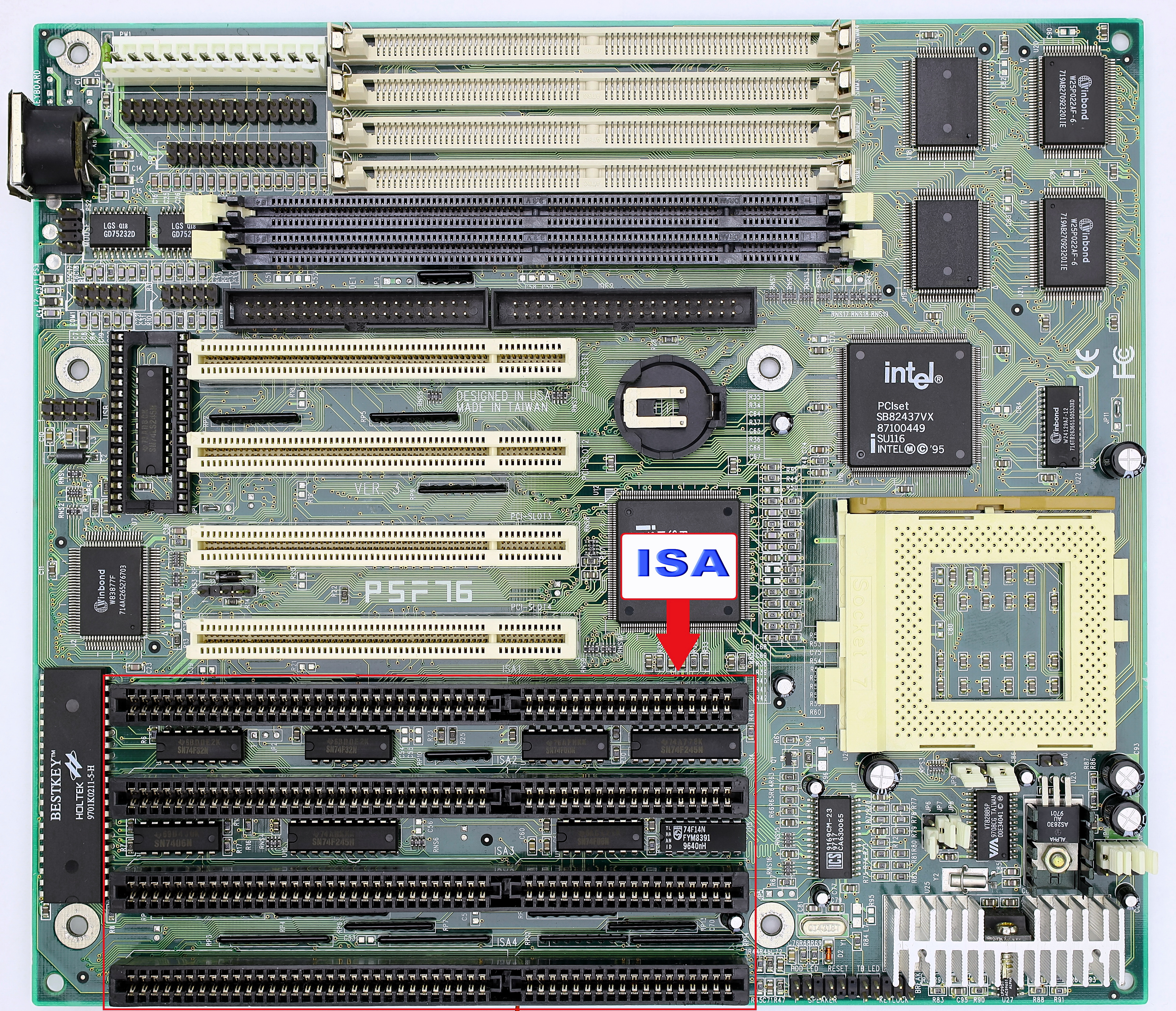
Een moederbord met linksonder enkele 16-bits ISA insteeksleuven

Industry Standard Architecture of ISA is een bus voor insteekkaarten in oude personal computers. 
De bus werd in 1981 geïntroduceerd door IBM en heeft een 8-bit databus, die op 4,77 MHz werkt. De bus was wel ontworpen voor 16-bits data, maar omdat in de eerste PC's een 8088 processor met een 8-bits databus werd toegepast, werd de uitbreidingsbus ook als 8-bits uitgevoerd. Met de komst van de IBM AT, gebaseerd op de 80286, werd de bus uitgebreid naar een 16-bits bus die op 8 MHz werkte. Deze werd ook wel de AT-bus genoemd.

## Snelheid
De bus is voor moderne begrippen zeer traag: De AT-bus (8 MHz bij 16 bit) had een maximale bandbreedte van 16 MB/s. De MCA-bus  van IBM en de tegenhanger daarvan, de Extended Industry Standard Architecture (EISA)-bus, waren een poging om de bus uit te breiden naar 32 bits en op een eenvoudiger manier te configureren. De EISA-bus was compatibel met 16- en 8-bits ISA-kaarten. Beide bussen zijn nooit echt populair geworden, vooral door de hogere kosten van insteekkaarten in vergelijking met ISA-kaarten. De ISA-bus is ook maar beperkt geschikt voor het inmiddels gangbare plug-and-play. De configuratie van EISA-kaarten kon wel geheel softwarematig, maar was, vooral wanneer er ook hardwarematig geconfigureerde 16- en 8-bits kaarten in het systeem geplaatst waren, tamelijk complex. 
Een snelle processor wordt flink vertraagd door een trage ISA-bus. Wanneer bijvoorbeeld de processorgegevens van een grafisch scherm naar een grafische insteekkaart moet sturen, dan kan de processor tijdens die gegevensoverdracht niets anders doen. Voor grafische kaarten werd daarom de VESA Local Bus (VLB) in het leven geroepen. Dit was een verlengstuk van de ISA-bus dat zorgde voor een snelle doorvoer van de grafische gegevens. Het resultaat was wel een insteekkaart met zowel een ISA- als VLB-aansluiting wat de kaart behoorlijk lang maakte. De betrouwbaarheid van het geheel liet te wensen over.
Om een einde aan de wildgroei van bussen te maken zijn ze dan ook vervangen door de Peripheral Component Interconnect (PCI)-bus, die in alle opzichten superieur was. Toch heeft de ISA-bus nog lang bestaan, aangezien veel oude en langzame hardware er nog mee werkte. Vanaf 2000 zit op geen enkel nieuw moederbord voor thuisgebruik nog een ISA-bus.

## Techniek van de ISA-insteekkaarten
De ISA-bus is vrij kritisch wat de snelheid betreft. Oude insteekkaarten bedoeld voor een bus van 4,77 MHz werken soms niet op een bus van 8 MHz en andersom. Op sommige insteekkaarten kan de snelheid van de kaart ingesteld worden en bij sommige computers kon in het BIOS de snelheid van de ISA-bus gewijzigd worden. Dit alles zorgt soms voor een onbetrouwbare werking. 
Sommige 16-bits kaarten konden zichzelf aanpassen aan een 8-bits bus. Wanneer de insteekkaart detecteerde dat er geen signaal op de uitbreiding voor 16-bit aanwezig was, schakelde zo een kaart om naar enkel het 8-bits gedeelte van de ISA-bus.
De kopersporen die contact met de connector op het systeembord moeten maken zijn meestal verguld om een goede verbinding te maken.
De ISA-bus is in oorsprong voor vrij lange insteekkaarten. Latere kaarten waren meestal korter. Om de lengte aan te geven werd "1/1" gebruikt voor de volle lengte en "1/2" voor de halve lengte.